# Алексеев, Юрий Сергеевич
Юрий Сергеевич Алексеев (род. 6 декабря 1948, Днепропетровск) — генеральный директор Государственного предприятия «Производственное объединение „Южный машиностроительный завод“ имени А. М. Макарова», г. Днепропетровск, Герой Украины (2002).
Академик АИНУ (1991), академик Академии технологических наук Украины (1993), академик Международной академии астронавтики, член Совета по космическим наблюдениям НАН Украины.
В 1994—2009 годах был президентом футбольного клуба «Днепр».

## Биография
Родился 6 декабря 1948 года в Днепропетровске. Украинец.
Окончил Днепропетровский государственный университет, физико-технический факультет (1966—1972), инженер-механик по специальности «Двигатели летательных аппаратов».

### Деятельность
На «Южном машиностроительном заводе»:
- 04.1972−07.1980 — помощник мастера, мастер, старший мастер;
- 07.1980−04.1985 — заместитель начальника цеха, начальник цеха;
- 04.1985−11.1988 — заместитель главного инженера;
- 11.1988−10.1992 — главный инженер − 1-й заместитель генерального директора;
- 10.1992−07.2005 — генеральный директор.

С августа 2005 года по февраль 2009 года возглавлял Национальное космическое агентство Украины (НКАУ). C 15 марта 2010 года по 16 октября 2014 года — генеральный директор НКАУ.
16 октября 2014 года был уволен в соответствии с законом «Об очищении власти».

### Семья
- Отец — Сергей Андреевич (1918—1990).
- Мать — Вера Павловна (род. 1924).
- Жена — Людмила Михайловна (род. 1946).
- Дети — сын Дмитрий (род. 1975).

## Награды и заслуги
- Герой Украины (с вручением Ордена Государства, 22.08.2002 — за выдающиеся личные заслуги перед Украинским государством в развитии отечественного ракетостроения, многолетний самоотверженный труд).
- Награждён орденом «За заслуги» III степени (12.1998), медалью «За трудовую доблесть» (1984), а также медалями им. С. Королёва, М. Янгеля и Ю. Кондратюка Федерации космонавтики СССР.
- Лауреат Государственной премии Украины в области науки и техники (1993).
- Почётная грамота Кабинета Министров Украины (04.2002).
- Государственный служащий 1-го ранга (09.2005).